# Yashir Islame
Yashir Islame Pinto (conocido anteriormente como Yashir Armando Pinto Islame) (Santiago, Chile, 6 de febrero de 1991) es un futbolista palestino/chileno que juega de delantero para el Ayutthaya United de la Thai League 1.

## Trayectoria
Comenzó su carrera defendiendo los colores de Colo-Colo, equipo en el que mostró sus dotes de buen cabezazo y ubicación en el área. Estuvo 2 años en el club pero no tuvo mucha continuidad, es por eso que el club decide mandarlo a préstamo.  
Para el segundo semestre del 2010, llega a préstamo Ñublense, donde no obtiene mayor participación, ya que paso más tiempo preparándose para el Campeonato Sudamericano Sub-20 de 2011 que estar en el equipo titular en lo que quedaba de año.
En el primer semestre del 2011, logra anotar goles en pocos partidos disputados donde ya se empieza a ver aun jugador con ansías de gol; para el segundo semestre decide ir a buscar suerte a Alemania, pero finalmente no se llega a un acuerdo económico entre Colo-Colo y SC Friburgo.
Tras no haberse concretado la negociación con el equipo de Bundesliga, decide experimentar fuera del país, y se va a préstamo por Colo-Colo al FC Edmonton de Canadá para la temporada 2012. En los próximos dos años juego en el fútbol chileno, Lota Schwager en 2013 y Barnechea en 2014.
Es en este último año donde inicia una nueva travesía por el mundo y que ahora sí lo hace aterrizar en el fútbol alemán, porque fue fichado por el Bahlinger SC. Un año más tarde, se deja caer en el fútbol de Hungría, específicamente el Újpest Budapest FC, uno de los clubes más ganadores del país.
La segunda mitad del 2015 Yashir la juega en la Primera B de Chile, en el cuadro de Curicó Unido, disputando el Campeonato Loto 2015-2016 con la Banda Sangre. En dicha campaña, fue el segundo goleador del club, anotando 11 tantos y peleando los primeros lugares de la tabla, quedando muy cerca de conseguir el ascenso a Primera.
Luego de este paso por la B chilena, se deja caer en la segunda categoría del fútbol de Malasia, en el Melaka United, en donde anota el gol de su equipo en el partido que empatan 1-1 con el Johor DT II, y que a la postre significó el título y ascenso para el club del chileno-palestino.
En febrero de 2021 es anunciado en Rangers, de la Primera B de Chile. En un insólito paso, disputaría solo unos minutos de un partido antes de rescindir contrato para partir al Khon Kaen United de Tailandia. Situación muy similar al de su compatriota Matías Jadue el año anterior.

## Selección nacional

#### Selección juvenil de Chile
Comenzó en la selección sub-18 teniendo mucho éxito, siendo el goleador y figura obteniendo el Australian Youth Olympic Festival en su gira por Oceanía. En muchas ocasiones capitán del equipo. 
A continuación estuvo con la Selección Sub-19, donde jugaron varios amistosos, su participación fue buena, anotando goles y ratificó que estaba para el proceso de la Selección Sub-20.
La preparación más dura comenzó cuando la Selección Sub-20 participó en los torneos amistosos organizados por la FIFA, el primero fue Copa Aerosur Internacional Sub-20 2010, la otra participación sería la Copa Córdoba Internacional Sub-20 2010 donde obtiene buenas participaciones anotando goles, destacando por su buen juego aéreo y habilidad con el balón. Siendo capitán en varias ocasiones de la Selección Sub-20
Después vendría el Campeonato Sudamericano Sub-20 de 2011 donde juega la mayoría de los partidos  Selección Sub-20 , siendo figura del equipo, es reconocido por los medios locales y equipos rivales cómo un jugador con potencial, destacando por su buena técnica, habilidad, juego aéreo y capacidad de gol. 
Es también citado a algunos partidos con la selección adulta del fútbol chileno, con jugadores destacados internacionalmente cómo: Alexis Sánchez, Arturo Vidal, Claudio Bravo, Matías Fernández, entre otros. 
En 2010 participa en el Mundial de Sudáfrica como Sparring, siendo convocado por el técnico Marcelo Bielsa.

##### Participaciones en Copas Amistosas Juveniles
| Copa                                   | Sede      | Resultado  |
| -------------------------------------- | --------- | ---------- |
| Australian Youth Olympic Festival 2009 | Australia | 2.º lugar  |
| Copa Aerosur Internacional Sub-20 2010 | Bolivia   | 5.º lugar  |
| Copa Córdoba Internacional Sub-20 2010 | Argentina | 3.er lugar |

##### Participaciones en Campeonato Sudamericano Sub-20
| Sudamericano                           | Sede | Resultado |
| -------------------------------------- | ---- | --------- |
| Campeonato Sudamericano Sub-20 de 2011 | Perú | 5.º lugar |

##### Partidos y goles con la selección de Chile
| Partidos y Goles de Yashir Pinto en la Selección Sub-18, Selección Sub-19 y Selección Sub-20 | Partidos y Goles de Yashir Pinto en la Selección Sub-18, Selección Sub-19 y Selección Sub-20 | Partidos y Goles de Yashir Pinto en la Selección Sub-18, Selección Sub-19 y Selección Sub-20 | Partidos y Goles de Yashir Pinto en la Selección Sub-18, Selección Sub-19 y Selección Sub-20 | Partidos y Goles de Yashir Pinto en la Selección Sub-18, Selección Sub-19 y Selección Sub-20 | Partidos y Goles de Yashir Pinto en la Selección Sub-18, Selección Sub-19 y Selección Sub-20 | Partidos y Goles de Yashir Pinto en la Selección Sub-18, Selección Sub-19 y Selección Sub-20 |
| Fecha                                                                                        | Lugar                                                                                        | Local                                                                                        | Resultado                                                                                    | Visitante                                                                                    | Competición                                                                                  | Goles                                                                                        |
| -------------------------------------------------------------------------------------------- | -------------------------------------------------------------------------------------------- | -------------------------------------------------------------------------------------------- | -------------------------------------------------------------------------------------------- | -------------------------------------------------------------------------------------------- | -------------------------------------------------------------------------------------------- | -------------------------------------------------------------------------------------------- |
| 09-01-2009                                                                                   | North Shore City                                                                             | Nueva Zelanda Sub-18                                                                         | 0-1                                                                                          | Chile Sub-18                                                                                 | Amistoso                                                                                     | -                                                                                            |
| 11-01-2009                                                                                   | North Shore City                                                                             | Nueva Zelanda Sub-18                                                                         | 0-3                                                                                          | Chile Sub-18                                                                                 | Amistoso                                                                                     | [ 6 ]                                                                                        |
| 15-01-2009                                                                                   | Sídney                                                                                       | Chile Sub-18                                                                                 | 1-1                                                                                          | Estados Unidos Sub-18                                                                        | Australian Youth Olympic Festival                                                            | -                                                                                            |
| 16-01-2009                                                                                   | Sídney                                                                                       | Australia Sub-18                                                                             | 2-2                                                                                          | Chile Sub-18                                                                                 | Australian Youth Olympic Festival                                                            | [ 9 ]                                                                                        |
| 18-01-2009                                                                                   | Sídney                                                                                       | Chile Sub-18                                                                                 | 11-0                                                                                         | China Sub-18                                                                                 | Australian Youth Olympic Festival                                                            | [ 10 ]                                                                                       |
| 03-08-2010                                                                                   | Tacna                                                                                        | Perú Sub-19                                                                                  | 3-0                                                                                          | Chile Sub-19                                                                                 | Amistoso                                                                                     | -                                                                                            |
| 05-08-2010                                                                                   | Arica                                                                                        | Chile Sub-19                                                                                 | 2-2                                                                                          | Perú Sub-19                                                                                  | Amistoso                                                                                     | [ 12 ]                                                                                       |
| 18-08-2010                                                                                   | Santiago                                                                                     | Chile Sub-20                                                                                 | 1-1                                                                                          | Palestino                                                                                    | Amistoso                                                                                     | [ 13 ]                                                                                       |
| 19-08-2010                                                                                   | Valparaíso                                                                                   | Chile Sub-20                                                                                 | 0-2                                                                                          | Unión La Calera                                                                              | Amistoso                                                                                     | -                                                                                            |
| 01-09-2010                                                                                   | Santiago                                                                                     | Chile Sub-20                                                                                 | 1-3                                                                                          | O'Higgins                                                                                    | Amistoso                                                                                     | [ 15 ]                                                                                       |
| 10-09-2010                                                                                   | Santiago                                                                                     | Chile Sub-20                                                                                 | 2-3                                                                                          | Uruguay Sub-20                                                                               | Amistoso                                                                                     | -                                                                                            |
| 12-09-2010                                                                                   | Santiago                                                                                     | Chile Sub-20                                                                                 | 2-2                                                                                          | Uruguay Sub-20                                                                               | Amistoso                                                                                     | [ 17 ]                                                                                       |
| 14-09-2010                                                                                   | La Serena                                                                                    | Chile Sub-20                                                                                 | 0-1                                                                                          | Deportes La Serena                                                                           | Amistoso                                                                                     | -                                                                                            |
| 15-09-2010                                                                                   | Coquimbo                                                                                     | Chile Sub-20                                                                                 | 1-0                                                                                          | Coquimbo Unido                                                                               | Amistoso                                                                                     | -                                                                                            |
| 28-09-2010                                                                                   | Montevideo                                                                                   | Uruguay Sub-20                                                                               | 0-0                                                                                          | Chile Sub-20                                                                                 | Amistoso                                                                                     | -                                                                                            |
| 20-10-2010                                                                                   | Medellín                                                                                     | Chile Sub-20                                                                                 | 1-1                                                                                          | Uruguay Sub-20                                                                               | Amistoso                                                                                     | [ 21 ]                                                                                       |
| 22-10-2010                                                                                   | Medellín                                                                                     | Colombia Sub-20                                                                              | 5-1                                                                                          | Chile Sub-20                                                                                 | Amistoso                                                                                     | -                                                                                            |
| 14-11-2010                                                                                   | Santa Cruz de la Sierra                                                                      | Chile Sub-20                                                                                 | 1-3                                                                                          | Argentina Sub-20                                                                             | Copa Aerosur Internacional Sub-20 2010                                                       | [ 24 ]                                                                                       |
| 20-11-2010                                                                                   | Montero                                                                                      | Chile Sub-20                                                                                 | 0-3                                                                                          | Paraguay Sub-20                                                                              | Copa Aerosur Internacional Sub-20 2010                                                       | -                                                                                            |
| 20-11-2010                                                                                   | Santa Cruz de la Sierra                                                                      | Chile Sub-20                                                                                 | 2-1                                                                                          | Uruguay Sub-20                                                                               | Copa Aerosur Internacional Sub-20 2010                                                       | -                                                                                            |
| 13-12-2010                                                                                   | Córdoba                                                                                      | Chile Sub-20                                                                                 | 2-2                                                                                          | Perú Sub-20                                                                                  | Copa Córdoba Internacional Sub-20 2010                                                       | -                                                                                            |
| 19-12-2010                                                                                   | Córdoba                                                                                      | Chile Sub-20                                                                                 | 3-0                                                                                          | Ecuador Sub-20                                                                               | Copa Córdoba Internacional Sub-20 2010                                                       | [ 29 ]                                                                                       |
| 16-01-2011                                                                                   | Arequipa                                                                                     | Perú Sub-20                                                                                  | 0-2                                                                                          | Chile Sub-20                                                                                 | Campeonato Sudamericano Sub-20 de 2011                                                       | -                                                                                            |
| 22-01-2011                                                                                   | Arequipa                                                                                     | Chile Sub-20                                                                                 | 0-4                                                                                          | Uruguay Sub-20                                                                               | Campeonato Sudamericano Sub-20 de 2011                                                       | -                                                                                            |
| 24-01-2011                                                                                   | Arequipa                                                                                     | Chile Sub-20                                                                                 | 1-3                                                                                          | Argentina Sub-20                                                                             | Campeonato Sudamericano Sub-20 de 2011                                                       | -                                                                                            |
| 27-01-2011                                                                                   | Arequipa                                                                                     | Chile Sub-20                                                                                 | 3-1                                                                                          | Venezuela Sub-20                                                                             | Campeonato Sudamericano Sub-20 de 2011                                                       | [ 34 ]                                                                                       |
| 31-01-2011                                                                                   | Arequipa                                                                                     | Chile Sub-20                                                                                 | 1-5                                                                                          | Brasil Sub-20                                                                                | Campeonato Sudamericano Sub-20 de 2011                                                       | -                                                                                            |
| 03-02-2011                                                                                   | Arequipa                                                                                     | Chile Sub-20                                                                                 | 2-3                                                                                          | Argentina Sub-20                                                                             | Campeonato Sudamericano Sub-20 de 2011                                                       | -                                                                                            |
| 06-02-2011                                                                                   | Arequipa                                                                                     | Chile Sub-20                                                                                 | 0-1                                                                                          | Uruguay Sub-20                                                                               | Campeonato Sudamericano Sub-20 de 2011                                                       | -                                                                                            |
| 09-02-2011                                                                                   | Arequipa                                                                                     | Chile Sub-20                                                                                 | 3-1                                                                                          | Colombia Sub-20                                                                              | Campeonato Sudamericano Sub-20 de 2011                                                       | -                                                                                            |
| 12-02-2011                                                                                   | Arequipa                                                                                     | Chile Sub-20                                                                                 | 0-1                                                                                          | Ecuador Sub-20                                                                               | Campeonato Sudamericano Sub-20 de 2011                                                       | -                                                                                            |
| Total                                                                                        |                                                                                              | Presencias                                                                                   | 31                                                                                           |                                                                                              | Goles                                                                                        | 17                                                                                           |

#### Selección de Palestina
De origen palestino por parte de su abuelo materno, fue convocado a defender la selección asiática en las Eliminatorias para el Mundial 2018. Su debut con la representación palestina fue el día 29 de marzo de 2016, anotando dos goles.

## Estadísticas

### Clubes
| Club                              | Div.          | Temporada     | Liga  | Liga  | Liga   | Copas nacionales | Copas nacionales | Copas nacionales | Torneos internacionales | Torneos internacionales | Torneos internacionales | Total | Total | Total  | Media goleadora |
| Club                              | Div.          | Temporada     | Part. | Goles | Asist. | Part.            | Goles            | Asist.           | Part.                   | Goles                   | Asist.                  | Part. | Goles | Asist. | Media goleadora |
| --------------------------------- | ------------- | ------------- | ----- | ----- | ------ | ---------------- | ---------------- | ---------------- | ----------------------- | ----------------------- | ----------------------- | ----- | ----- | ------ | --------------- |
| Colo-Colo · Chile                 | 1.ª           | 2008          | 7     | 0     | 1      | 3                | 1                | 0                | —                       | —                       | —                       | 10    | 1     | 1      | 0,10            |
| Colo-Colo · Chile                 | 1.ª           | 2009          | 6     | 0     | 0      | 1                | 0                | 0                | —                       | —                       | —                       | 7     | 0     | 0      | 0,00            |
| Colo-Colo · Chile                 | 1.ª           | 2010          | 1     | 0     | 0      | —                | —                | —                | —                       | —                       | —                       | 1     | 0     | 0      | 0,00            |
| Colo-Colo · Chile                 | Total club    | Total club    | 14    | 0     | 1      | 4                | 1                | 0                | 0                       | 0                       | 0                       | 18    | 1     | 1      | 0,06            |
| Ñublense · Chile                  | 1.ª           | 2010          | 5     | 1     | 1      | 2                | 1                | 0                | —                       | —                       | —                       | 7     | 2     | 1      | 0,29            |
| Ñublense · Chile                  | 1.ª           | 2011          | 9     | 2     | 0      | 4                | 1                | 0                | —                       | —                       | —                       | 13    | 3     | 0      | 0,23            |
| Ñublense · Chile                  | Total club    | Total club    | 14    | 3     | 1      | 6                | 2                | 0                | 0                       | 0                       | 0                       | 20    | 5     | 1      | 0,25            |
| FC Edmonton · Canadá              | 2.ª           | 2012          | 21    | 3     | 2      | 2                | 1                | 0                | —                       | —                       | —                       | 23    | 4     | 2      | 0,17            |
| FC Edmonton · Canadá              | Total club    | Total club    | 21    | 3     | 2      | 2                | 1                | 0                | 0                       | 0                       | 0                       | 23    | 4     | 2      | 0,17            |
| Lota Schwager · Chile             | 2.ª           | 2013          | 9     | 4     | 1      | —                | —                | —                | —                       | —                       | —                       | 9     | 4     | 1      | 0,44            |
| Lota Schwager · Chile             | Total club    | Total club    | 9     | 4     | 1      | 0                | 0                | 0                | 0                       | 0                       | 0                       | 9     | 4     | 1      | 0,44            |
| AC Barnechea · Chile              | 2.ª           | 2013-14       | 15    | 5     | 3      | —                | —                | —                | —                       | —                       | —                       | 15    | 5     | 3      | 0,33            |
| AC Barnechea · Chile              | Total club    | Total club    | 15    | 5     | 3      | 0                | 0                | 0                | 0                       | 0                       | 0                       | 15    | 5     | 3      | 0,33            |
| Bahlinger SC · Alemania           | 5.ª           | 2014-15       | 19    | 5     | 6      | —                | —                | —                | —                       | —                       | —                       | 19    | 5     | 6      | 0,26            |
| Bahlinger SC · Alemania           | Total club    | Total club    | 19    | 5     | 6      | 0                | 0                | 0                | 0                       | 0                       | 0                       | 19    | 5     | 6      | 0,26            |
| Curicó Unido · Chile              | 2.ª           | 2015-16       | 22    | 11    | 4      | 1                | 1                | 0                | —                       | —                       | —                       | 23    | 12    | 4      | 0,52            |
| Curicó Unido · Chile              | 1.ª           | 2018          | 4     | 0     | 0      | 3                | 2                | 0                | —                       | —                       | —                       | 7     | 2     | 0      | 0,29            |
| Curicó Unido · Chile              | Total club    | Total club    | 26    | 11    | 4      | 4                | 3                | 0                | 0                       | 0                       | 0                       | 30    | 14    | 4      | 0,47            |
| Malacca United Malasia            | 2.ª           | 2016          | 9     | 4     | 3      | 5                | 1                | 2                | —                       | —                       | —                       | 14    | 5     | 5      | 0,36            |
| Malacca United Malasia            | Total club    | Total club    | 9     | 4     | 3      | 5                | 1                | 2                | 0                       | 0                       | 0                       | 14    | 5     | 5      | 0,36            |
| Perak FA Malasia                  | 1.ª           | 2017          | 19    | 5     | 3      | 7                | 1                | 1                | —                       | —                       | —                       | 26    | 6     | 4      | 0,23            |
| Perak FA Malasia                  | Total club    | Total club    | 19    | 5     | 3      | 7                | 1                | 1                | 0                       | 0                       | 0                       | 26    | 6     | 4      | 0,23            |
| Coquimbo Unido · Chile            | 2.ª           | 2018          | 12    | 6     | 1      | —                | —                | —                | —                       | —                       | —                       | 12    | 6     | 1      | 0,50            |
| Coquimbo Unido · Chile            | Total club    | Total club    | 12    | 6     | 1      | 0                | 0                | 0                | 0                       | 0                       | 0                       | 12    | 6     | 1      | 0,50            |
| PKNP FC Malasia                   | 1.ª           | 2019          | 21    | 3     | 2      | 12               | 5                | 1                | —                       | —                       | —                       | 33    | 8     | 3      | 0,24            |
| PKNP FC Malasia                   | Total club    | Total club    | 21    | 3     | 2      | 12               | 5                | 1                | 0                       | 0                       | 0                       | 33    | 8     | 3      | 0,24            |
| Barito Putera Indonesia           | 1.ª           | 2020          | 3     | 0     | 0      | —                | —                | —                | —                       | —                       | —                       | 3     | 0     | 0      | 0,00            |
| Barito Putera Indonesia           | Total club    | Total club    | 3     | 0     | 0      | 0                | 0                | 0                | 0                       | 0                       | 0                       | 3     | 0     | 0      | 0,00            |
| Rangers · Chile                   | 2.ª           | 2021          | 1     | 0     | 0      | —                | —                | —                | —                       | —                       | —                       | 1     | 0     | 0      | 0,00            |
| Rangers · Chile                   | Total club    | Total club    | 1     | 0     | 0      | 0                | 0                | 0                | 0                       | 0                       | 0                       | 1     | 0     | 0      | 0,00            |
| Khon Kaen United Tailandia        | 1.ª           | 2021          | 29    | 4     | 4      | —                | —                | —                | —                       | —                       | —                       | 29    | 4     | 4      | 0,13            |
| Khon Kaen United Tailandia        | Total club    | Total club    | 29    | 4     | 1      | 0                | 0                | 0                | 0                       | 0                       | 0                       | 0     | 30    | 4      | 0,13            |
| Negeri Sembilan FA Malasia        | 1.ª           | 2022          | 14    | 2     | 0      | —                | —                | —                | —                       | —                       | —                       | 14    | 2     | 0      | 0,14            |
| Negeri Sembilan FA Malasia        | Total club    | Total club    | 14    | 2     | 0      | 0                | 0                | 0                | 0                       | 0                       | 0                       | 14    | 2     | 0      | 0,14            |
| Universidad de Concepción · Chile | 2.ª           | 2023          | 16    | 2     | 1      | 1                | 2                | 0                | —                       | —                       | —                       | 17    | 4     | 1      | 0,24            |
| Universidad de Concepción · Chile | Total club    | Total club    | 16    | 2     | 1      | 1                | 2                | 0                | 0                       | 0                       | 0                       | 17    | 4     | 1      | 0,23            |
| Total carrera                     | Total carrera | Total carrera | 213   | 53    | 33     | 42               | 14               | 4                | 0                       | 0                       | 0                       | 259   | 67    | 41     | 0,25            |
| 1. 2.                             |               |               |       |       |        |                  |                  |                  |                         |                         |                         |       |       |        |                 |

### Selecciones
| Selección          | Temporada     | Amistosos | Amistosos | Amistosos | Sudamérica/Asia | Sudamérica/Asia | Sudamérica/Asia | Mundial | Mundial | Mundial | Total | Total | Total  | Media goleadora |
| Selección          | Temporada     | Part.     | Goles     | Asist.    | Part.           | Goles           | Asist.          | Part.   | Goles   | Asist.  | Part. | Goles | Asist. | Media goleadora |
| ------------------ | ------------- | --------- | --------- | --------- | --------------- | --------------- | --------------- | ------- | ------- | ------- | ----- | ----- | ------ | --------------- |
| Sub-18 · Chile     | 2009          | 5         | 8         | 1         | —               | —               | —               | —       | —       | —       | 5     | 8     | 1      | 1,60            |
| Sub-18 · Chile     | Total         | 5         | 8         | 1         | 0               | 0               | 0               | 0       | 0       | 0       | 5     | 8     | 1      | 1,60            |
| Sub-19 · Chile     | 2010          | 2         | 1         | 0         | —               | —               | —               | —       | —       | —       | 2     | 1     | 0      | 0,50            |
| Sub-19 · Chile     | Total         | 2         | 1         | 0         | 0               | 0               | 0               | 0       | 0       | 0       | 2     | 1     | 0      | 0,50            |
| Sub-20 · Chile     | 2010          | 15        | 7         | 0         | —               | —               | —               | —       | —       | —       | 15    | 7     | 0      | 0,47            |
| Sub-20 · Chile     | 2011          | —         | —         | —         | 9               | 1               | 3               | —       | —       | —       | 9     | 1     | 3      | 0,11            |
| Sub-20 · Chile     | Total         | 15        | 7         | 0         | 9               | 1               | 3               | 0       | 0       | 0       | 24    | 8     | 3      | 0,33            |
| Absoluta Palestina | 2016          | 2         | 0         | 0         | 1               | 2               | 0               | —       | —       | —       | 3     | 2     | 0      | 0,67            |
| Absoluta Palestina | 2017          | 2         | 1         | 1         | 3               | 2               | 0               | —       | —       | —       | 5     | 3     | 1      | 0,60            |
| Absoluta Palestina | 2018          | 8         | 2         | 1         | —               | —               | —               | —       | —       | —       | 8     | 2     | 1      | 0,25            |
| Absoluta Palestina | 2019          | 1         | 0         | 0         | 3               | 0               | 0               | —       | —       | —       | 4     | 0     | 0      | 0,00            |
| Absoluta Palestina | Total         | 13        | 3         | 2         | 7               | 4               | 0               | 0       | 0       | 0       | 20    | 7     | 2      | 0,35            |
| Total carrera      | Total carrera | 35        | 19        | 3         | 16              | 5               | 3               | 0       | 0       | 0       | 51    | 24    | 6      | 0,47            |
| 1.                 |               |           |           |           |                 |                 |                 |         |         |         |       |       |        |                 |

### Resumen Estadístico
| Competición        | Partidos | Goles | Promedio | Asistencias | Promedio | Goles y asistencias | Promedio |
| ------------------ | -------- | ----- | -------- | ----------- | -------- | ------------------- | -------- |
| Primera División   | 75       | 11    | 0,15     | 7           | 0,09     | 18                  | 0,24     |
| Segunda División   | 89       | 33    | 0,37     | 14          | 0,16     | 47                  | 0,53     |
| Quinta División    | 19       | 5     | 0,26     | 6           | 0,32     | 11                  | 0,58     |
| Copas nacionales   | 40       | 14    | 0,35     | 4           | 0,10     | 18                  | 0,45     |
| Selección absoluta | 20       | 7     | 0,35     | 2           | 0,10     | 9                   | 0,45     |
| Selección sub-20   | 24       | 8     | 0,33     | 3           | 0,13     | 11                  | 0,46     |
| Selección sub-19   | 2        | 1     | 0,50     | 0           | 0,00     | 1                   | 0,50     |
| Selección sub-18   | 5        | 8     | 1,60     | 1           | 0,20     | 9                   | 1,80     |
| Total              | 274      | 87    | 0,32     | 37          | 0,14     | 124                 | 0,45     |

### Tripletes
| Partidos en los que anotó tres o más goles | Partidos en los que anotó tres o más goles | Partidos en los que anotó tres o más goles | Partidos en los que anotó tres o más goles | Partidos en los que anotó tres o más goles | Partidos en los que anotó tres o más goles | Partidos en los que anotó tres o más goles |
| N.º                                        | Fecha                                      | Estadio                                    | Partido                                    | Goles                                      | Resultado                                  | Competición                                |
| ------------------------------------------ | ------------------------------------------ | ------------------------------------------ | ------------------------------------------ | ------------------------------------------ | ------------------------------------------ | ------------------------------------------ |
| 1                                          | 18 de enero de 2009                        | Deportivo Sídney, Sídney                   | Chile Sub-18 - China Sub-18                |                                            | 11 - 0                                     | Australian Youth Olympic Festival 2009     |

## Palmarés

### Campeonatos nacionales
| Título                    | Club           | País    | Año    |
| ------------------------- | -------------- | ------- | ------ |
| Primera División de Chile | Colo-Colo      | Chile   | 2008-C |
| Primera División de Chile | Colo-Colo      | Chile   | 2009-C |
| Premier League de Malasia | Malacca United | Malasia | 2016   |
| Primera B de Chile        | Coquimbo Unido | Chile   | 2018   |